# 김인문
김인문(金仁問, 629년~694년 4월 29일)은 신라의 왕족이자 문무왕 때의 장군 및 정치인이고, 태종무열왕의 둘째 아들이며 문무왕의 친동생이다. 자(字)는 인수(仁壽)이다. 신라의 삼국통일에 참여하여 활동하였으며 당나라에 사신으로 다녀오기도 했다. 보령 성주사지 낭혜화상탑비에 의하면 그의 작위는 임해공(臨海公)이라 한다.

## 생애
태종 무열왕과 그의 부인 문희의 둘째 아들로, 문무왕 법민의 친동생이며, 문왕의 형이다. 그는 어려서부터 글을 좋아하였고, 사어(射御 : 활쏘기와 말 타기)·음률(音律)·예서(隸書)에 능하였으며, 식견이 넓어서 많은 사람들의 존경을 받았다.
진덕여왕 5년(651년), 당나라에서 숙위(宿衛)하고, 태종무열왕이 즉위하자 압독주 총관(押督州摠官)이 되어 장산성(獐山城)을 쌓고 공신이 되어 식읍(食邑) 300호(戶)를 하사받았다. 백제가 자주 침공해 오자 당나라에 파견되어 원군을 청하니 당 고종은 소정방을 신구도 대총관(神丘道大摠官)으로, 김인문을 부총관으로 임명하여 백제를 정복하는데 출전하였다. 그 후 당나라에서 예전과 같이 숙위하며 고구려 정복에 양곡을 보급했고, 문무왕 8년(668년) 당과 합세, 평양성을 함락하고 고구려를 정복하는데 출정하였다.
보령 성주사지 낭혜화상탑비에 의하면 그의 작위는 임해공(臨海公)이라 하며 언제 책봉되었는지는 불확실하며, 식읍으로 웅천주(熊川州)를 하사받았다 한다. 676년에 신라가 당나라 세력을 축출하려 하자 당 고종은 김인문을 신라의 왕으로 대치하려 하기도 했다. 그후 김인문은 당나라로부터 보국 대장군 상주국(輔國大將軍上柱國)에 임명된 후 694년 4월 29일 당나라 장안에서 죽었다.

## 사후
사후 시신은 신라로 이송되어 금성 남부 서원에 장사되었다. 그 뒤 효소왕은 그를 증 태대각간에 추증하였다. 
그의 묘비는 후대에 잃어버렸다가 1931년 경상북도 경주군 경주읍 서악리(현, 경주시 서악동 서악 2길 23번지)에 있던 서악서원(西岳書院)의 영귀루(詠歸樓) 서편 누문(樓門) 아래에서 상부가 잘린 채로 발견되었다. 이것은 국립경주박물관으로 옮겨져 보관되었다. 1990년대 이후 그의 묘비명이 일부 판독, 그의 묘비명과 문무왕 묘비명에서 신라 태조를 성한왕이라 기록한 구절이 발견되어 김성한과 김알지에 대한 논란이 생겼다.
또한 김주원의 증손자 김흔은 임해공 휘 인문이 자신의 조상이라 하여, 후대에 김문왕의 후손으로 전해지는 신라김씨 족보와는 다소 이견을 보인다.

## 평가
어려서부터 학문을 즐기고 다재다능했던 김인문은 신라가 삼국을 통일하는 데 공을 세웠고, 신라와 당 사이의 외교를 휼륭히 수행하였다. 김인문은 숙위로서 당에 머물며 신라가 백제와 고구려를 공격하는 데 외교력을 발휘했다. 삼국통일 후에는 신라와 당의 분쟁 조정 과정에서 많은 공을 세웠다.
백제를 정복할 때는 당의 장군으로, 고구려를 정복할 때는 신라군 사령관으로 신라를 이끌었다. 나당 전쟁이 발발했을 때 당은 문무왕을 폐위하고 김인문을 신라의 새로운 왕으로 삼는다고 할 정도로 김인문을 소중하게 여겼다. 결국 나당 전쟁에서 승리한 문무왕이 당에 사죄하는 것으로 전쟁이 끝났는데, 이때 김인문이 중재자로서 큰 영향을 미쳤던 것으로 보인다.

## 대중 문화속에 나타나는 김인문
- 《삼국기》(KBS, 1992년~1993년, 배우 : 최석구)
- 《연개소문》(SBS, 2006년~2007년, 배우 : 김혁)
- 《대왕의 꿈》(KBS, 2012년~2013년, 배우 : 전광진)

### 영화
- 류승수 - 《황산벌》 (2003년), 《평양성》 (2011년)

## 같이 보기
- 문무왕
- 성한왕
- 태종무열왕